# Hartmann’sche Stiftung
Die Hartmann’sche Stiftung war eine Studienstiftung in Eppingen, einer Stadt im Nordwesten Baden-Württembergs, die von 1512 bis 1949 existierte.
Stifter war Hartmannus Hartmanni (um 1472–1510), ein Rechtsgelehrter und Kanoniker an der Heidelberger Heiliggeistkirche.

## Stiftungsurkunde

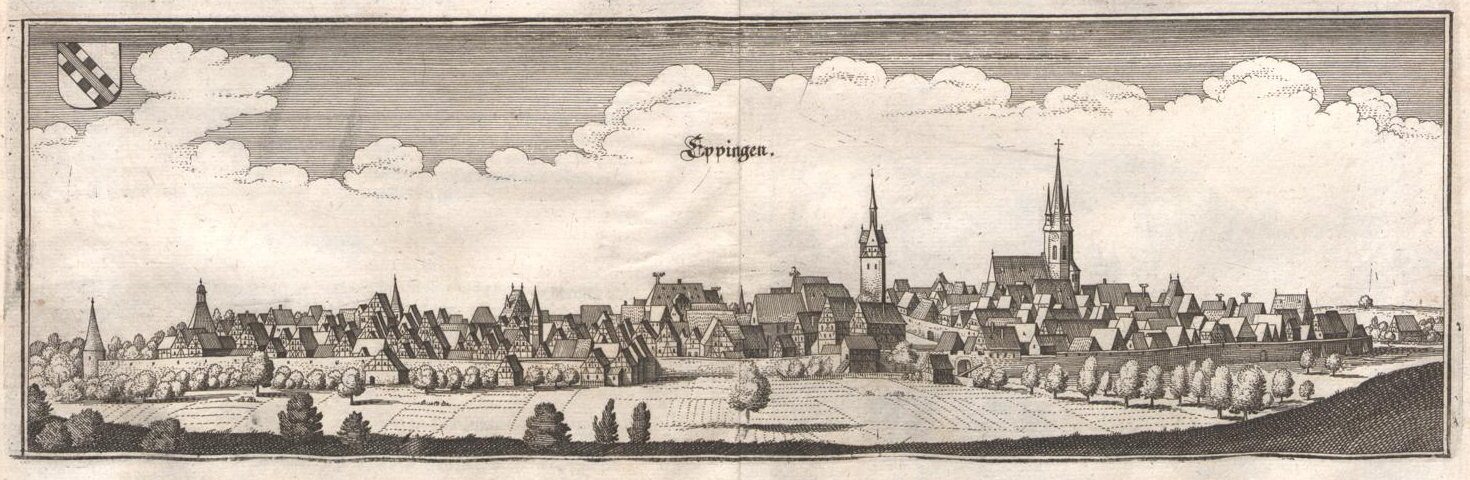
Eppingen, um 1645

Die Fundationsurkunde lautet wie folgt: „Wir dise nachbenanten mit namen Nocolaus Wendkraws von Manheym freyer künsten meister, Vicarius des königlichen Stiffts zum Heiligen Geyste zu Heydelberg, Jacobus Frühuff pfarrer zu Eppelheim und Sebastianus Schreck schreyner und bürger zu Heydelberg, Seelenwerter und Testamentarien des wirdigen und Hochgelerten meister Hartmann Hartmani von Eppingen, beider Rechten Licenciaten obgemeites königlichen stiftes zum Heiligen Geiste Canonikus, Bekenen und thun kunth allermeniglich: Als Jetzbemelter meister Hartman Licenciat und Canonick vor Beschliesung seines lebens dem almechtigen zu eren, seynen nechtsverwanten freunden von seynes vatters selgen seytten und lynien herrühren, oder wo die nit vorhanden weren, gemeiner Statt Eppingen bürgers kinder zu gut und fürstandt, zwanzig gulden Jerlicher guelten so er uff der Heiligen dryer königtag. In Zeit seines lebens umb fünffHundert gulden Hauptguts uff den wirdigen und ersamen Herrn Probst Dechant und Capittel sant Michaels Stifts am berge Sünßheim gelegen, kaufft und fallen gehabt, In seinem Testament verordnet und verschafft, lut und Inhalt ein punkten, us desselben meister Hartmans Licenciaten Testament geschrieben, von wort zu worten also lautende: (...)“
Mit 500 rheinischen Goldgulden richtete Hartmannus Hartmanni kurz vor seinem Tod ein Stipendium an der Universität Heidelberg ein. Das Geld wurde im Stift Sinsheim angelegt. Die Zinseinkünfte sollten einem männlichen Nachkommen der Familie Hartmanni oder Bürgersöhnen aus Eppingen zur Unterstützung eines Studiums in Heidelberg zukommen. Das Stipendium wurde mehreren Angehörigen der Familie Hartmanni sowie etwa 20 Studenten aus Eppingen erteilt. 1865 galt es bereits als ältestes noch bestehendes Heidelberger Stipendium.

## Auflösung
Nach zwei Währungsreformen im 20. Jahrhundert war das Stiftungskapital (Hartmann’scher Stipendienfonds genannt) nahezu aufgebraucht. Durch Beschluss des Eppinger Stadtrates vom 6. Mai 1949 wurde die Hartmann’sche Stiftung aufgelöst und das restliche Vermögen dem Gemeindevermögen zu gemeinnützigen Zwecken zugewiesen.